# Brixham A.F.C.
Brixham A.F.C. là một câu lạc bộ bóng đá có trụ sở tại Brixham, Devon, Anh. Đội bóng hiện thi đấu tại Western League Premier Division và có sân nhà ở Wall Park. Trực thuộc Devon County Football Association, đội bóng là câu lạc bộ đạt tiêu chuẩn FA.

## Sân vận động
Câu lạc bộ có sân nhà tại Wall Park. Chủ sở hữu trước đây của sân là câu lạc bộ Brixham United.